# Jan Dlabač
Jan Dlabač (18. dubna 1897, Police nad Metují – 15. září 1977, Brno) byl český novinář, překladatel, sběratel.

## Rodina
Narodil se jako Jan Nepomuk Karel František Dlabač 18. dubna v Polici nad Metují do rodiny berního úředníka Jana Dlabače a matky Marie rozené Červinkové.  Narodil se do rodu s bohatou kulturní tradicí. Mezi rodinnými příbuznými byl knihovník a archivář Strahovského kláštera a člen Královské české společnosti nauk v Klementinu Jan Bohumír Dlabač (1758–1820), člen tajné společnosti rudolfínské Prahy zvané Maják světla.  Prastrýcem byl MUDr. Jan Dlabač (1809–1873) z Nymburka, lékař a přítel Boženy Němcové. Jeho jedním bratrancem byl malíř a sběratel Sigismund Bouška a druhým bratrancem PhDr. Jan Emler, emeritní ředitel univerzitní knihovny v Praze a v Bratislavě. Otec Jana Dlabače byl brzy po narození syna přeložen z Police nad Metují do Rychnova nad Kněžnou a později do Lišova u Českých Budějovic, kde v roce 1910 zemřel. Rodina se pak přestěhovala do Prahy. 

## Studia a práce novináře
Jan Dlabač studoval na první české státní reálce na Královských Vinohradech. Po maturitě zahájil studium na České vysoké škole technické, odbor kulturní inženýrství. Po státních zkouškách odešel do Francie kde studoval na pařížské vysoké novinářské škole École libre des sciences politiques. Vojenskou službu absolvoval v r. 1921 v Užhorodu jako policejní kapitán. Od roku 1923 psal do Moravskoslezského deníku a do Českého slova, nejdříve jako redaktor a později i šéfredaktor. Řídil Pondělník Českého slova a Nedělní přílohy listu. V roce 1930 působil ve funkci šéfredaktora deníku Pozor v Olomouci a šéfredaktora brněnského Moravského slova. V roce 1936 odešel do redakce brněnských Lidových novin, kde vedl sekci zahraniční politiky. Jako novinář se věnoval fejetonům, literárně a uměnovědné oblasti a historii. Byl členem a předsedou Syndikátu novinářů v Brně. Publikoval v listech Národní buditel, Topičův sborník, Podřipan, Věstník lidovýchovný, Apollon. Zúčastnil se jako jediný český novinář s vládní delegací v březnu a dubnu 1937 návštěvy bojišť ve Španělsku. Po návratu uspořádal řadu přednášek. V září 1939 byl zatčen gestapem a vězněn v rámci akce Rukojmí do roku 1940 nejdříve na Špilberku a pak v koncentračních táborech Dachau a Buchenwald. Po propuštění působil jako disponent inzerce v Lidových novinách. Po válce se vrátil do Brna do funkce předsedy Syndikátu novinářů. V roce 1948 vedl Tiskové podniky Rovnost a v roce 1950 odešel na vlastní žádost do invalidního důchodu.

## Sběratel a překladatel
V roce 1918 se začal zajímat o sběratelství ex libris. O sběratelství a nově vznikajícím Spolku sběratelů a přátel exlibris v Praze začal psát v časopise Knihomol vydávaném Ludvíkem Bradáčem. Zúčastnil se, i s přednáškou o sběratelství, ustavující schůze spolku. Stal se členem prvního výboru spolku ve funkci knihovníka a redaktora. Přednášel doma i v zahraničí (Mnichov, Drážďany) o exlibris, tvůrcích exlibris i sběratelích. Jako student se ve Francii poznal s řadou tamních sběratelů exlibris a psal o tomto oboru do francouzských listů. Po návratu domů začal intenzivně exlibris sbírat a záhy se stal majitelem jedné z největších a hodnotně nejcennějších českých soukromých sbírek exlibris. Sbírka obsahovala originály exlibris, exlibrisovou literaturu, knižní exlibrisové soubory, listy užitkové i volné grafiky, kresby a rytiny. V červnu 1937 svoji sbírku v Zinkově knižní aukci v hotelu Beránek v Praze s nevalným úspěchem vydražil, což bylo velmi neobvyklé a nepochopitelné odborníkům až do dnešních dní. Poté se věnoval s velkým mezinárodním úspěchem filatelii. Byl členem Svazu filatelistů a uznávaným sběratelem i teoretikem tohoto oboru.
Díky svým rodinným vazbám se začal více zajímat již během studií o teorii a dějiny výtvarného umění. Zahajoval řadu výstav svých mladých výtvarných přátel, například v Roudnici nad Labem, Kolíně, Pardubicích. Zabýval též překlady z francouzštiny a z angličtiny. Do novin psal o francouzských básnících a pod svými články používal mnoho šifer např. (-aba, -Aba-, Dač, DI) a pseudonymů (J. Polický, C. A. Baldnaj, Jan Dač).
Zemřel v Brně 15 září 1977.

### Ocenění
- V roce1934 byl vyznamenán francouzským řádem za propagaci francouzské literatury. [13]

- V roce1963 byl vyznamenán za dlouholetou literární činnost ve filatelii a za propagaci české známky ve Francii komturským křížem francouzského řádu Za věrnost.

- Dne 11. března1967 byl vyznamenán v Paříži v paláci Mutualité hodností Velkodůstojníka řádu Za věrnost založeného Napoleonem Bonapartem. [14]

## Dílo
- DLABAČ, Jan a KOMERS, Karel. Intelligence Service: Tajemství britské špionáže. V Praze: K. Komers, 1930]. 415 - [I] s. Knihovna Svět a láska; Sv. 1.
- DLABAČ, Jan. Výlet do Řecka. Olomouc, Promberger 1933

### Překlady z francouzštiny - výběr
- ROYER, Louis-Charles. Černá milenka: román. Praha: Melantrich, 1920. 182 s.
- DORGELÈS, Roland. Nutno odejít--: román. Překlad Jan Dlabač. V Praze: Jos. R. Vilímek, 1928. 294 stran. Vilímkova knihovna, svazek 254.
- LONDRES, Albert. Muž, který uprchl z galejí. Překlad Jan Dlabač. [Olomouc]: [Pozor], 1932. 140 stran. Románová příloha Pozora a Národních novin
- DEKOBRA, Maurice. Madonna spacích vozů: kosmopolitický román. Překlad Jan Dlabač. Třetí vydání. V Praze: Jos. R. Vilímek, 1933. 282 stran.
- ROYER, Louis-Charles. Lásky na ostrově Port-Cros: (serail). 3. vyd. Praha: Jan Fromek, 1933. 215 s. Odeon.
- ROSNY, J. -H. Oči, za nimiž šla Paříž: pařížský román. Překlad Jan Dlabač. Olomouc: R. Promberger, 1933. 225, [I] s.
- DEKOBRA, Maurice. Gondola rozkoše a snů: kosmopolitický román. Překlad Jan Dlabač. Druhé vydání. V Praze: Jos. R. Vilímek, 1934. 275 stran.
- DAYE, Pierre. Bílí v Africe: koloniální román. 2. vyd. Praha: Nakladatelství knih cestovatele A. V. Nováka, 1937. 221 s. Knihy z dalekých krajů; sv. 3.

- CONSTANTIN, Yves de: Opojení v modrém (Le Gloire de l'homme; R, Brno, Novela 1946)
- LARROUY, Maurice. Sirény a tritoni: román. Překlad Jan Dlabač. Vyd. 2. Brno: Korál, 1946. 211 s. Románová edice; 1. sv.

- CHANTAL /Chantalová/, Suzanne: Trpělivost, Bůh nespí (Dieu ne dort pas; R, Brno, Novela1946)

- SEIGNE, C. : Daleká cesta (La Longue route; R, Brno, Rovnost 1947, jako Jan Polický)

### Překlady z ostatních jazyků
- Hry lásky: cesty nejvyššího kultu starověké Indie / [kniha vyšla v překladě a se slovním doprovodem Jana Dlabače; v úpravě malíře a grafika Otakara Štáfla; vazbu do pergamenu provedl závod L. Bradáče]. V Praze: Grosman a Svoboda, 1916. 68 s.

- HEIDENSTAM, Verner von. Endymion: orientální román. Překlad Jan Dlabač. Autorisované vydání. V Praze: B. Kočí,1916-1917. 2 svazky (247 stran). B. Kočího knihovna Besed s dobrými autory; sv. XXII.